# Capillitium

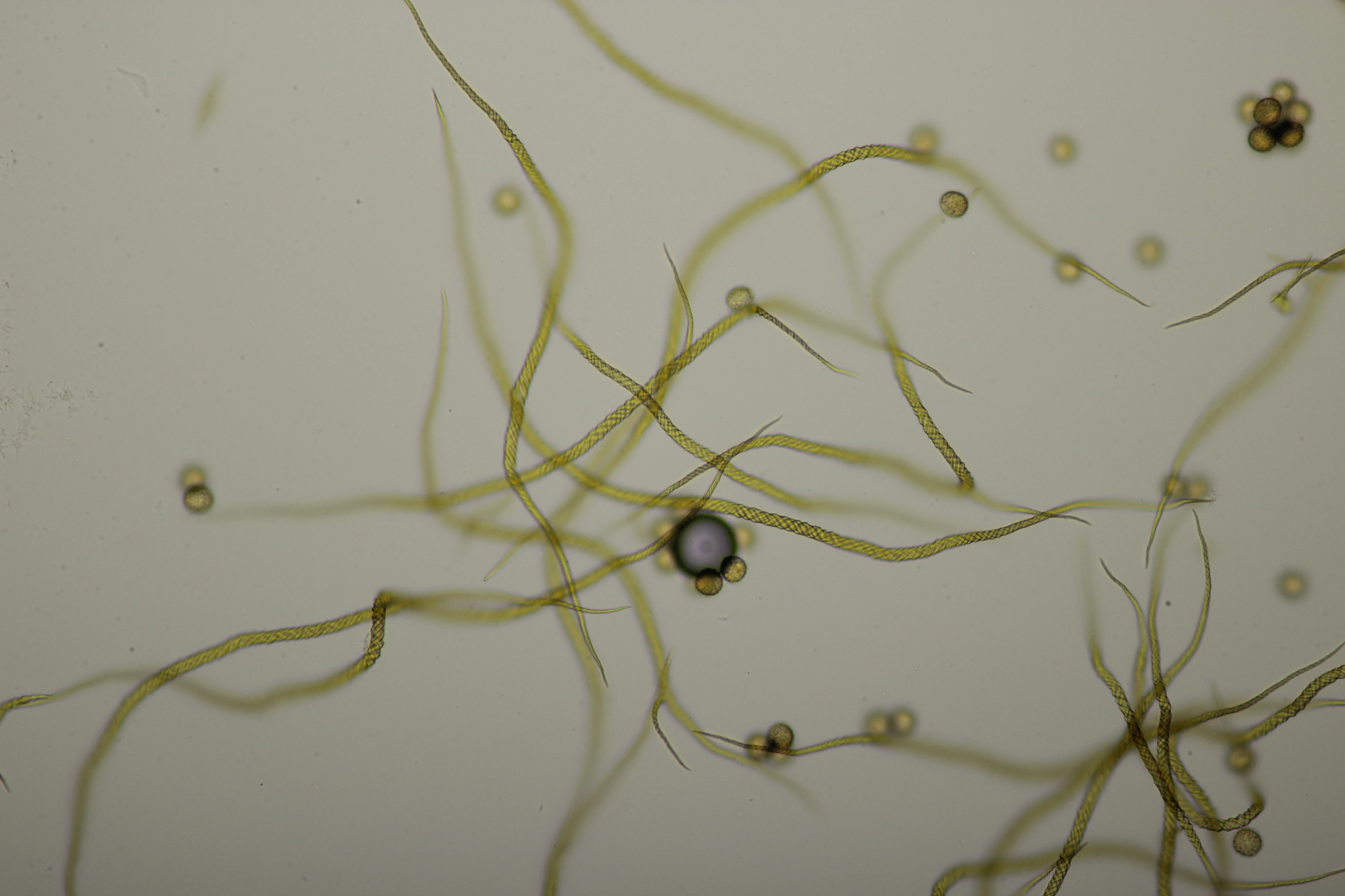
Capillitia (elateren) van het peervormig draadwatje (Trichia decipiens)

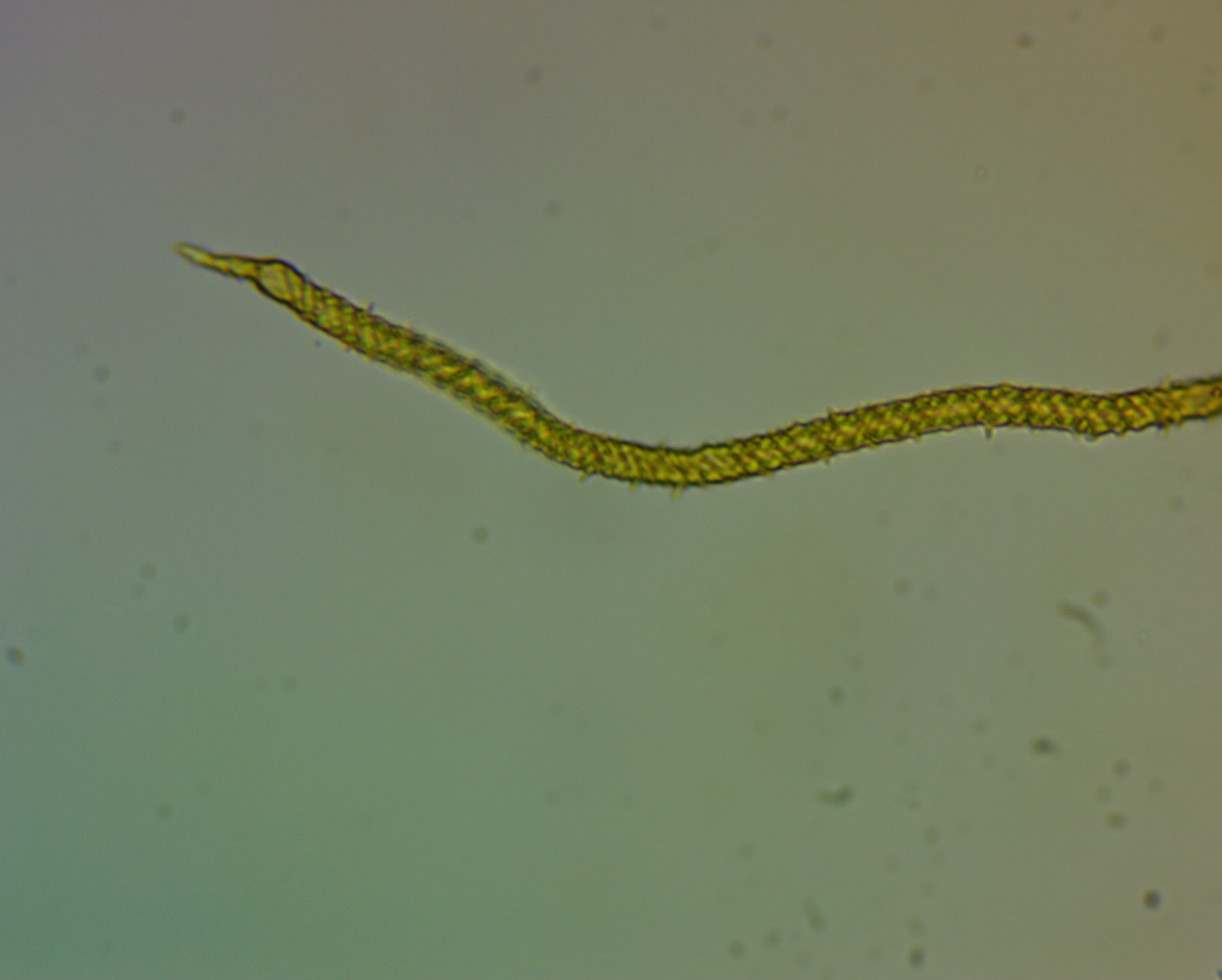
Capillitium (elater) van het goudgeel draadwatje (Trichia persimilis).

Een capillitium (meervoud capillitia), is een steriele vezel in een vruchtlichaam, die groeit tussen de sporen. Capillitia komen voor in slijmzwammen (Mycetozoa) en schimmels van de onderstam Agaricomycotina. De vorm, grootte, vertakkingspatronen, puntigheid (kort of lang), de aan- of afwezigheid van spleten of poriën, broosheid en dikte zijn kenmerken die kunnen bijdragen om bepaalde soorten of geslachten op naam te brengen.
De capillitia worden bij het geslacht Trichia elateren genoemd.